# Hubert Maga

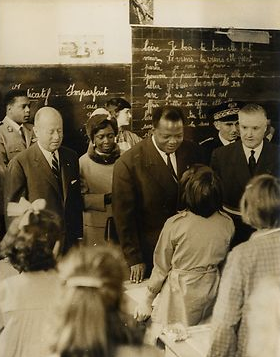
Hubert Maga en echtgenote in Torcy tijdens een schoolbezoek in 1961. Links Jacques Foccart en rechts de burgemeester van Torcy, Guy Chavanne

Hubert Maga (Parakou, 10 augustus 1916 – Cotonou, 8 mei 2000) was van 1960 tot 1963 en van 1970 tot 1972 president van Dahomey, het huidige Benin.
Maga, aanvankelijk werkzaam als leraar, begaf zich in de nationalistische politiek en was van 1951 tot 1958 lid van de Nationale Vergadering van Frankrijk. Nadat de oprichting van de Republiek Dahomey, een autonome republiek binnen de Communauté, stichtte Maga het Rassemblement Démocratique du Dahomé, een nationalistische partij. Op 22 mei 1959 werd hij premier van de Republiek Dahomey, als opvolger van zijn voornaamste rivaal Sourou Migan Apithy van de Parti Démocratique (PD).
Op 1 augustus 1960 werd Dahomey geheel onafhankelijk van Frankrijk en werd Maga de eerste president. In november 1960 aanvaardde het parlement een autoritaire grondwet en verkreeg Maga bijzondere volmachten. In 1961 werd een complot van de oppositie ontdekt en werden de oppositiepartijen verboden. Oppositieleiders werden opgepakt, maar verkregen in 1962 amnestie.
Onvrede over het regeringsbeleid van Maga leidde ten slotte op 27 oktober 1963 tot zijn val. De Nationale Vergadering (parlement) werd ontbonden en generaal Christophe Soglo werd op 28 oktober interim-staatshoofd.
Tot 1970 verbleef Maga in het buitenland, maar hij kon daarna terugkeren naar Dahomey. Van 1970 tot 1972 vormde hij met Apithy en Justin Ahomadegbé de uit drie personen bestaande Presidentiële Raad; een collectief presidentschap waarvan hij voorzitter was. Na de staatsgreep van majoor Mathieu Kérékou op 26 oktober 1972, die een einde maakte aan het bewind van de Presidentiële Raad, werd Maga gevangengezet. Hij kwam pas in 1981 vrij.
Maga overleed op 83-jarige leeftijd.